# Okamejei cairae
Okamejei cairae (лат.) — вид хрящевых рыб семейства ромбовых скатов отряда скатообразных. Обитают в тропических водах западной части Тихого океана. Встречаются на глубине до м. Их крупные, уплощённые грудные плавники образуют диск в виде ромба. Максимальная зарегистрированная длина 39 см. Откладывают яйца. Не являются объектом целевого промысла.

## Таксономия
Впервые вид был научно описан в 2010 году. Голотип представляет собой половозрелого самца длиной 34,1 см, найденного на рыбном рынке Западного Калимантана (00°02′ ю. ш. 109°20′ в. д.). Паратипы: самки длиной 18,5—38,5 см, неполовозрелый самец длиной 24 см, молодые самцы длиной 33—34,8 см, найденные там же, а также самки длиной 36,6—37,2 см и самцы длиной 24,3—32,1 см, пойманные у северо-западного побережья Борнео на глубине 64—83 м. Вид назван в честь паразитолога Янин Кайры, координировавшей сбор материалов для исследования пластиножаберных Калимантана.

## Ареал
Эти бентопелагические скаты обитают в Южно-Китайском море у берегов Борнео. Встречаются на глубине 64—83 м.

## Описание
Широкие и плоские грудные плавники этих скатов образуют диск в виде ромба. На вентральной стороне диска расположены 5 жаберных щелей, ноздри и рот. На тонком хвосте имеются латеральные складки. У этих скатов 2 редуцированных спинных плавника и редуцированный хвостовой плавник.
Ширина диска в 1,2—1,3 раза больше длины и равна 61—70 % длины тела. Удлинённое и заострённое рыло образует угол 84—106°. Длина хвоста составляет 0,9—1,1 расстояния от кончика рыла до клоаки. Хвост тонкий. Ширина хвоста в средней части равна 1,2—1,7 его высоты и 1,1—1,7 у основания первого спинного плавника. Расстояние от кончика рыла до верхней челюсти составляет 14—16 % длины тела и в 1,8—2,1 раза превосходит дистанцию между ноздрями. Длина головы по вентральной стороне равна 27—30 % длины тела. Длина рыла в 2,8—3,6 превосходит, а диаметр глаза у крупных самцов равен 93—103 %, а у самок 69—89 % межглазничного пространства. Высота первого спинного плавника в 2,3—3,0 раз больше длины его основания. Расстояние между началом основания первого спинного плавника и кончиком хвоста в 4,1—5,4 раза превосходит длину его основания и в 2,9—3,2 длину хвостового плавника. Брюшные плавники среднего размера. Длина задней лопасти составляет 15—17 %, а длина класперов равна 22 % длины тела, длина передней лопасти равна 78—92 % длины задней лопасти. Передний край диска с обеих сторон у взрослых самцов покрыт узкой колючей полосой. Имеются 1—3 шипа в затылочной области. Область маларных колючек удлинённая и сдвинута назад. Хвост покрыт очень мелкими колючками, выстроенными в 5 неровных рядов. Грудные плавники образованы 78—84 лучами. Количество позвонков 123—141. На верхней челюсти имеются 40—51 зубных рядов. Дорсальная поверхность диска желтовато-коричневого цвета с многочисленными коричневыми пятнышками. Ростральный хрящ не резко разграничен с остальной частью рыла. Вентральная поверхность бледная, серо-коричневого цвета, голова и брюхо темнее краёв. На спинных плавниках имеются седловидные отметины, хвостовой плавник с 2 тёмными полосами. Максимальная зарегистрированная длина 39 см.

## Биология
На этих скатах паразитируют цестоды Parachristianella monomegacantha.

## Взаимодействие с человеком
Эти скаты не являются объектом целевого промысла. Международный союз охраны природы ещё не оценил охранный статус вида.